# Allomerus octoarticulatus
Allomerus octoarticulatus is een mierensoort uit de onderfamilie van de Myrmicinae. De wetenschappelijke naam van de soort is voor het eerst geldig gepubliceerd in 1878 door Mayr.
Deze mierensoort komt voor in Peru en is de voornaamste gast van de myrmecofyt bostafelhout (Cardia nodosa).